# Маман, Йосеф
Рав Йосэф бен Моше Маман (Маймон) Эль-Магрибий (ивр. יוסף ממן‎; 
1752—1823) — раввин, уроженец города Тетуан в Марокко, проповедовавший сефардский канон среди бухарских евреев.

## Биография
Его отец Рав Моше Маман был близким советником и другом правителя той местности. Правитель был свергнут, и Рав Моше Маман был убит. Его семья бежала из Марокко в Землю Израиля и поселилась в городе Цфат, тогда в составе Османской империи. Цфатской общиной был назначен Шадаром и послан с миссией по сборке денег в Персии. По другой версии, получив раввинское образование, отправился из Цфата для поиска общины в диаспоре, нуждающейся в духовном лидере. Путь его пролегал через Багдад, Мешхед, Шахрисабз.
В 1793 году он прибыл в Бухару. В это время бухарские евреи не достаточно ревностно чтили иудейские законы. Молитвенных книг на иврите почти не было, и Рав Йосеф Маман опасался, что бухарско-еврейские общины близки к ассимиляции и угасанию. В первый же шаббат у них он прочитал евреям проповедь на тему святости Земли Израиля и на тему заповедей пожертвований. Своими пламенными проповедями и харизматичной личностью он глубоко воодушевил евреев. Под его впечатлением лидеры еврейской общины Бухары и Шахрисабза предложили Раву Йосефу Маману остаться и стать их духовным лидером. Изучив обстановку, он согласился и остался жить в городе Бухаре, который был центром еврейской культуры. Бухарские евреи считали его вторым городом по святости после Иерусалима. В дальнейшем Рав Йосеф Маман взял себе в жены девушку Хану, дочь главы шахрисабзской общины Муллоджона Тагхо. С годами, он сумел привлечь к себе много молодежи и воспитал верных учеников. С помощью богатых и влиятельных бухарских евреев, Рав Йосеф Маман первым делом открыл еврейскую религиозную школу — йешиву, заказал молитвенные книги и учебники у литовской и некоторых других еврейских общин.
Так, как Рав Йосеф Маман был сефардским иудеем, то иудаизм, который он преподавал бухарским евреям, также был сефардским. До этого бухарские евреи практиковали иудаизм персидского канона. Изменение древнего персидского молитвенного канона бухарских евреев показалась многим ударом по древней традиции. Прибывший из Йемена Рав Захария Мацлиах выступил оппонентом Рава Йосефа Мамана и распорядился продолжить древнюю традицию. Вследствие этого между ними возникли разногласия в общине. Рав Йосеф Маман смог одолеть своего оппонента, войдя в союз с наиболее влиятельной и богатейшей еврейской семьей Бухарского эмирата — семьей Мулло Ниёз. Прожив среди бухарских евреев десятилетия, Рав Йосеф Маман говорил на их языке, принял их культуру и обычаи и оставил после себя сотни потомков.
Его детьми от Ханы были — Авраам, Йицхак и дочь Мирьям. Супруга бывшего президента Исландии Оулавюра Рагнара Гримссона Доррита Муссайеффа является прямым потомком Рава Йосефа Мамана. До появления Рава Йосефа Мамана в Бухаре, бухарских евреев принуждали насильно обращаться в ислам. Рав Йосеф Маман сумел войти в хорошие отношения с мусульманскими авторитетами, был очень почитаем ими из-за его глубоких знаний арабского языка и Корана и прозван ими Великим Муллой. В беседах с ними сумел спасти бухарских евреев от различных насилий и погромов. Умер в Бухаре. Под его влиянием стали переезжать бухарские евреи в Землю Израиля, начиная с 1827 года.